# Incinillas
Incinillas es una entidad de población española del municipio de Villarcayo de Merindad de Castilla la Vieja, perteneciente a la provincia de Burgos, en la comunidad autónoma de Castilla y León.

## Historia
Hacia mediados del siglo XIX, el lugar, por entonces perteneciente al ayuntamiento de Merindad de Castilla la Vieja, tenía contabilizada una población de treinta habitantes. Aparece descrito en el noveno volumen del Diccionario geográfico-estadístico-histórico de España y sus posesiones de Ultramar de Pascual Madoz con las siguientes palabras:

INCINILLAS: l. en la prov., dióc., aud. terr. y c. g. de Burgos (13 leg.), part. jud. de Villarcayo (1), y ayunt. titulado de la merindad de Castilla la Vieja (1): sit. en una pequeña vega formada por dos cerros, donde le combaten con especialidad los vientos N. y S., estando resguardado de los demas por los espresados cerros; su clima es propenso á enfermedades catarrales. Cuenta 14 casas; dos fuentes en el térm., cuyas aguas son muy escelentes, y una igl. parr. matriz (Santos Justo y Pastor) con su cementerio contiguo, la cual tiene por anejo el pueblo de Remolino, y está servida por un cura párroco y un sacristan. Confina N. y O. Villalain; E. Visjueces, y S. Remolino: comprende los cas. denominados Casa del Monte, Ventafuera, Congosto, Venta de Adentro y Ocina. El terreno es en parte escabroso y generalmente arenisco, cruzando por la citada vega el r. Ebro, sobre el que hay un puente de un ojo á dist. de una leg. de la pobl.; baña por la der. á Remolino, y por la izq. á los mencionados cas. de Ventafuera y Venta de Adentro: de los dos indicados cerros, el que se halla á O., está poblado de carrasca y sabina. caminos: el que conduce de Burgos á Bilbao en buen estado, y el ramal que del mismo sale á corto trecho del pueblo en direccion á Santander. correos: la correspondencia se recibe de Villarcayo. prod.: trigo, cebada, centeno, yeros, habas, arbejas, alubias, maiz, patatas y alguna hortaliza; ganado lanar y cabrío; caza de perdices en abundancia, sordas, palomas torcaces y liebres; y pesca de muchas truchas, anguilas, barbos y otros peces pequeños. ind.: la agrícola. pobl.: 8 vec., 30 alm. cap. prod.: 30,200 rs. imp.: 2,440. contr.: 62 rs. 20 mrs.
(Madoz, 1849, p. 601)

En la actualidad, pertenece al municipio de Villarcayo de Merindad de Castilla la Vieja. En 2022, la entidad singular de población tenía empadronados veintiséis habitantes y el núcleo de población, los mismos.